# Ordre de succession à l'ancien trône de Hanovre
Pour les articles homonymes, voir Trône (homonymie).
Le Royaume de Hanovre a été aboli en 1866 et le Duché de Brunswick en 1918. La famille royale Hanovrienne a également été privée du duché de Cumberland et de Teviotdale en 1919. L'ancien descendant de George III du Royaume-Uni et Chef de la Maison de Hanovre est Ernst August, prince de Hanovre, roi titulaire de Hanovre, duc de Brunswick et duc de Cumberland et Teviotdale. La loi sur la succession à Hanovre et à Brunswick est semi-salique, permettant la succession féminine, mais uniquement sur l'extinction de la lignée masculine de la maison. 

## Ordre de succession en 1866
- George III de Hanovre (1738–1820)
  -  George IV de Hanovre (1762–1830)
  -  Guillaume de Hanovre (1765–1837)
  -  Ernest-Auguste Ier
    -  George V de Hanovre (né en 1819)
      - (1) Ernest-Auguste de Hanovre (1845-1923)

  - Prince Adolphus de Hanovre, Duc de Cambridge (1774–1850)
    - (2) Prince George, Duc de Cambridge (né en 1819)

En cas d'extinction de la lignée royale ci-dessus, la succession devait passer à la lignée ducale Brunswick. Les membres vivants de cette lignée en 1866 étaient:
- Frederick William, Duc de Brunswick-Wolfenbüttel (1771–1815)
  - (3) Charles II, Duc de Brunswick (né en 1804)
  - (4) William, Duc de Brunswick (né en 1806)

## Ordre de succession actuel
- George V de Hanovre (1819–1878)
  - Ernest Augustus, Prince Héritier de Hanovre (1845–1923)
    - Ernest Augustus, Duc de Brunswick (1887–1953)
      - Prince Ernest Augustus de Hanovre (1914–1987)
        - Prince Ernst August de Hanovre (né en 1954)
          - (1) Prince Ernst August de Hanovre (né en 1983)
            - Welf August Prinz von Hannover (né en 2019)

          - (2) Prince Christian de Hanovre (né en 1985)
            - (3) Prince Nicolas de Hanovre (né 2020)

        - Prince Ludwig Rudolph de Hanovre (1955–1988)
          - (4) Prince Otto Heinrich de Hanovre (né en 1988)

        - (5) Prince Heinrich de Hanovre (né en 1961)
          - (6) Prince Albert de Hanovre (né en 1999)
          - (7) Prince Julius de Hanovre (né en 2006)

      - Prince George William de Hanovre (1915–2006)
        - (8) Prince Georg de Hanovre (né en 1949)

Remarque: le prince Ernst August, chef de la maison de Hanovre depuis 1987, a refusé de donner son consentement au mariage de son fils aîné, le prince héréditaire Ernst August, avec Ekaterina Malysheva. En conséquence, les enfants du couple n'ont pas de droits dynastiques. 